# Rio Dobriţa
O Rio Dobriţa é um rio da Romênia, afluente do Zam, localizado no distrito de Hunedoara.